# HC Draci Bílina
HC Draci Bílina - je český klub ledního hokeje, který provozuje svou činnost ve městě Bílina. 
Město Bílina je součástí Ústeckého kraje. V Bílině má hokej dlouhodobou tradici. Od počátků, kdy se hokej hrál na různých místech v katastru města Bíliny, byl součástí výchovy mládeže také tým mužů. Nejdříve pod hlavičkou Sokola, později přejmenován na Lokomotivu Bílina a následně v roce 1997 na současný název, jenž nese jméno HC Draci Bílina. V Bílině hrál tým mužů až do sezóny 2011/12 Krajský přebor/ligu. 
V té době bylo umožněno vstoupit do Bíliny druhému hokejovému subjektu SK Draci Bílina, jehož majitel vlastnil licenci na druhou národní hokejovou ligu, 
kterou odkoupil od města Chrudimi. Od sezóny 2011/12 zaniká v Bílině krajská liga pod vedením původních HC Draci Bílina a seniorský hokej se přesouvá pod nově vzniklý spolek SK Draci Bílina. Třetí nejvyšší česká soutěž v ledním hokeji se v Bílině hrála do konce sezóny 2021/22, kdy se tým vedený pod oddílem SK Draci Bílina neudržel v druhé národní lize a ztratil tak možnost pokračovat v této soutěži.
Od sezóny 2022/23 vzniká opět tým mužů pod hlavičkou oddílu mládeže HC Draci Bílina, který se přihlásil do Krajské ligy mužů. Svoji účast ve stejné soutěži potvrdil nakonec i spolek SK Draci Bílina. 
Bílina má tedy v sezóně 2022/23 v Krajské lize 2 seniorské týmy.
Klubové barvy obou klubů jsou zelená a bílá.
Své domácí zápasy odehrává na zimním stadionu Bílina s kapacitou 800 diváků.

## Přehled ligové účasti
Stručný přehled
Zdroj:
- 2001–2002: Severočeský krajský přebor (4. ligová úroveň v České republice)
- 2003–2007: Ústecký krajský přebor (4. ligová úroveň v České republice)
- 2007–2010: Ústecký a Karlovarský krajský přebor (4. ligová úroveň v České republice)
- 2010–2011: Ústecká krajská liga (4. ligová úroveň v České republice)
- 2011–2018: 2. liga – sk. Západ (3. ligová úroveň v České republice)
- 2018–2022 : 2. liga – sk. Sever (3. ligová úroveň v České republice)
- 2022– : Ústecká krajská liga (4. ligová úroveň v České republice)

Jednotlivé ročníky
Zdroj:
Legenda: ZČ - základní část, červené podbarvení - sestup, zelené podbarvení - postup, fialové podbarvení - reorganizace, změna skupiny či soutěže
| Česko (2003 – ) |                                      |           |           |                                                             |                           |
| Sezóny          | Soutěž                               | Úroveň    | ZČ        | Play-off, nadstavba, sk. o udržení...                       | Poznámky                  |
| 2001/02         | Severočeský krajský přebor           | 4. úroveň | 1. místo  | Baráž o 2. ligu, 2. kolo – sk. A (4. místo)                 |                           |
| ...             |                                      |           |           |                                                             |                           |
| 2003/04         | Ústecký krajský přebor               | 4. úroveň | 1. místo  | Vítěz; baráž o 2. ligu - 1. fáze, 1. kolo (prohra)          |                           |
| 2004/05         | Ústecký krajský přebor               | 4. úroveň | 2. místo  | Vítěz; baráž o 2. ligu - 1. fáze, 1. kolo (prohra)          |                           |
| 2005/06         | Ústecký krajský přebor               | 4. úroveň | 3. místo  | Finále                                                      |                           |
| 2006/07         | Ústecký krajský přebor               | 4. úroveň | 3. místo  | Nadstavbová část (3. místo)                                 | Reorganizace              |
| 2007/08         | Ústecký a Karlovarský krajský přebor | 4. úroveň | 1. místo  | Vítěz ÚS kraje; kvalifikace o 2. ligu – sk. B (3. místo)    |                           |
| 2008/09         | Ústecký a Karlovarský krajský přebor | 4. úroveň | 7. místo  | Nadstavba ÚS kraje (4. místo)                               |                           |
| 2009/10         | Ústecký a Karlovarský krajský přebor | 4. úroveň | 4. místo  |                                                             | Reorganizace              |
| 2010/11         | Ústecká krajská liga                 | 4. úroveň | 4. místo  |                                                             | Koupě licence od Chrudimi |
| 2011/12         | 2. liga – sk. Západ                  | 3. úroveň | 9. místo  |                                                             |                           |
| 2012/13         | 2. liga – sk. Západ                  | 3. úroveň | 9. místo  |                                                             |                           |
| 2013/14         | 2. liga – sk. Západ                  | 3. úroveň | 16. místo | Osmifinále                                                  |                           |
| 2014/15         | 2. liga – sk. Západ                  | 3. úroveň | 12. místo | Čtvrtfinále                                                 |                           |
| 2015/16         | 2. liga – sk. Západ                  | 3. úroveň | 17. místo |                                                             |                           |
| 2016/17         | 2. liga – sk. Západ                  | 3. úroveň | 9. místo  |                                                             |                           |
| 2017/18         | 2. liga – sk. Západ                  | 3. úroveň | 7. místo  | Osmifinále                                                  | Změna skupiny             |
| 2018/19         | 2. liga – sk. Sever                  | 3. úroveň | 7. místo  |                                                             |                           |
| 2019/20         | 2. liga – sk. Sever                  | 3. úroveň | 9. místo  |                                                             |                           |
| 2020/21         | 2. liga – sk. Sever                  | 3. úroveň | neurčeno  | sezóna zrušena kvůli pandemii covidu-19                     |                           |
| 2021/22         | 2. liga – sk. Sever                  | 3. úroveň | 8. místo  | Play-down (3. místo)                                        | Sestup                    |
| 2022/23         | Ústecká krajská liga                 | 4. úroveň | 1. místo  | Finále (výhra 2:1 na zápasy s SK Kadaň)                     | Kvalifikace               |
| 2023/24         | Ústecká krajská liga                 | 4. úroveň | 3. místo  | Finále (prohra 0:2 na zápasy s SK Kadaň)                    |                           |
| 2024/25         | Ústecká krajská liga                 | 4. úroveň | 2. místo  | Finále (prohra 0:2 na zápasy s HC Tygři Klášterec nad Ohří) |                           |